# Skarnsund
Der Skarnsund ist ein Sund zwischen dem Trondheimsfjord und dem Beitstadfjord in der Kommune Inderøy im norwegischen Fylke Trøndelag. Der etwa 5 Kilometer lange und 500 Meter breite Sund trennt die beiden Halbinseln Mosvik und Inderøya voneinander. An seinem südlichen Ende wird der Skarnsund von der Skarnsundbrua überquert. Die Ufer des Sundes sind steil abfallend und dicht bewaldet. Nur entlang des westlichen Ufers verläuft eine Straße, die Venneshamn, den größten Ort am Skarnsund, mit der Halbinsel Fosen verbindet. 
Durch den Sund fließt ein starker Gezeitenstrom, der ihn, im Gegensatz zum von Land umschlossenen Beitstadfjord, im Winter in der Regel eisfrei hält. Die starken Gezeiten bieten gute Bedingungen für Korallen und Schwämme. 2014 fanden Forscher des Norwegischen Geologischen Institutes NGU Vorkommen der Steinkoralle Lophelia pertusa in nur 37 Metern Tiefe. Um das spezielle Ökosystem des Sundes zu schützen, wurde im Juni 2020 das Marine Schutzgebiet Skarnsundet gegründet, das den gesamten Sund einschließlich der Zuflüsse auf beiden Seiten umfasst.
In der Bucht Kvennavika (oder Kvernavika) etwa 1,5 Kilometer vom nördlichen Ende des Sundes wurden 1930 die steinzeitlichen Felsritzungen von Kvennavika entdeckt.